# Pachyscia quadriguttata
Pachyscia quadriguttata är en insektsart som först beskrevs av Chen, S.C. och Yun He He 1996.  Pachyscia quadriguttata ingår i släktet Pachyscia och familjen Diapheromeridae. Inga underarter finns listade i Catalogue of Life.